# Wiwersheim
Wiwersheim je občina v departmaju Bas-Rhin francoske regije Alzacija.
Leta 2011 je v občini živelo 834 oseb oz. 253 oseb/km².